# Călifar sud-african
Călifarul sud-african (Tadorna cana) este o specie de pasăre de apă⁠(d) din genul Tadorna, originară din Africa de Sud.

## Taxonomie
Călifarul sud-african a fost descris oficial în 1789 de naturalistul german Johann Friedrich Gmelin în ediția revizuită și extinsă a Systema Naturae a lui Carl Linnaeus. Gmelin a plasat-o alături de toate celelalte gâște, rațe și lebede în genul Anas și a inventat numele binomial Anas cana. Gmelin și-a bazat descrierea pe „gâsca cu cap gri” din Capul Bunei Speranțe pe care ornitologul englez John Latham o descrisese în 1785 în lucrarea sa A General Synopsis of Birds.
În prezent, călifarul sud-african este încadrat alături de alte cinci specii în genul Tadorna, care a fost introdus de zoologul german Friedrich Boie în 1822. Denumirea genului provine de la denumirea franceză tadorne pentru călifarul alb. Epitetul specific cana provine din latinescul canus care înseamnă „cenușiu”. Specia este monotipă: nu sunt recunoscute subspecii.

## Galerie

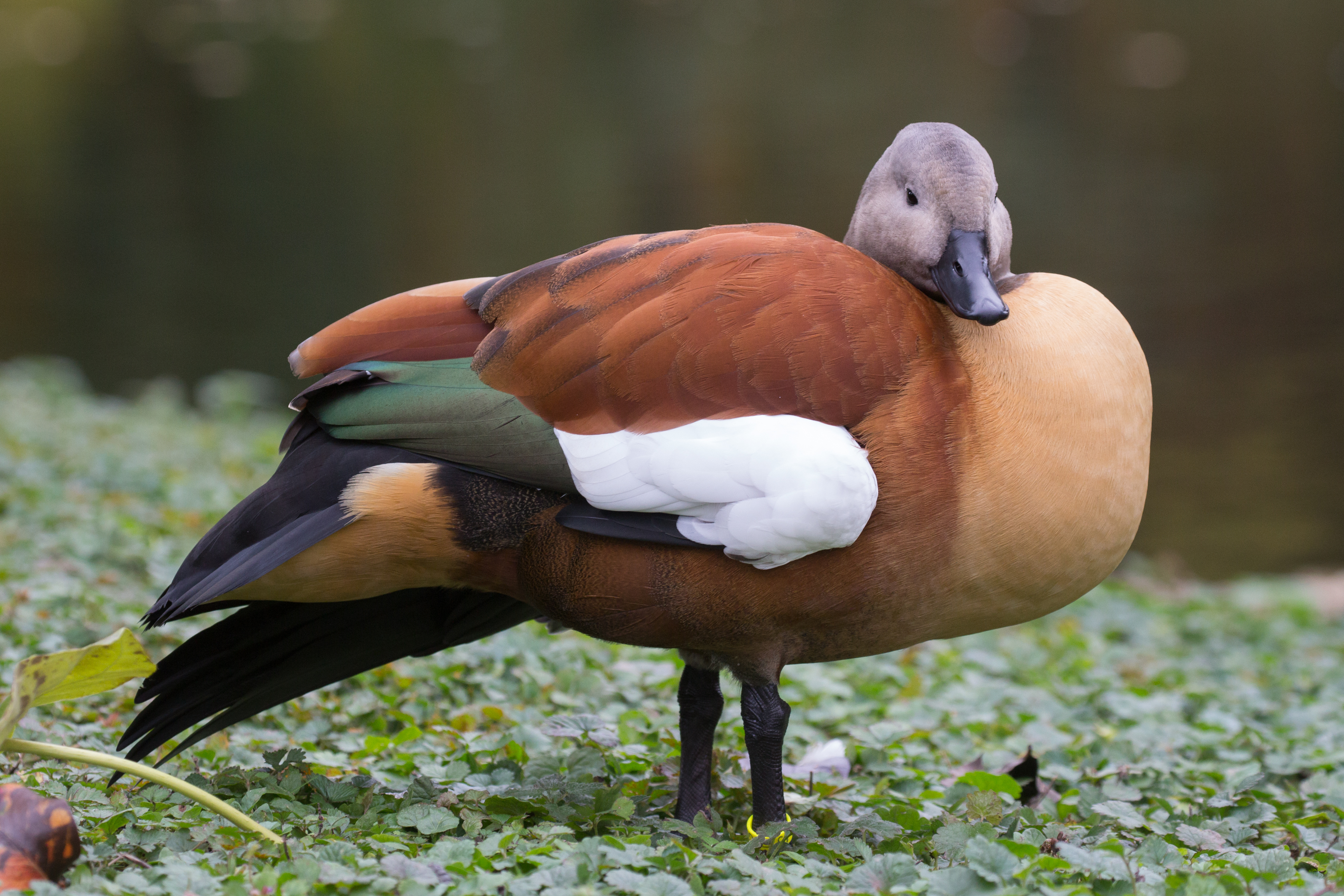
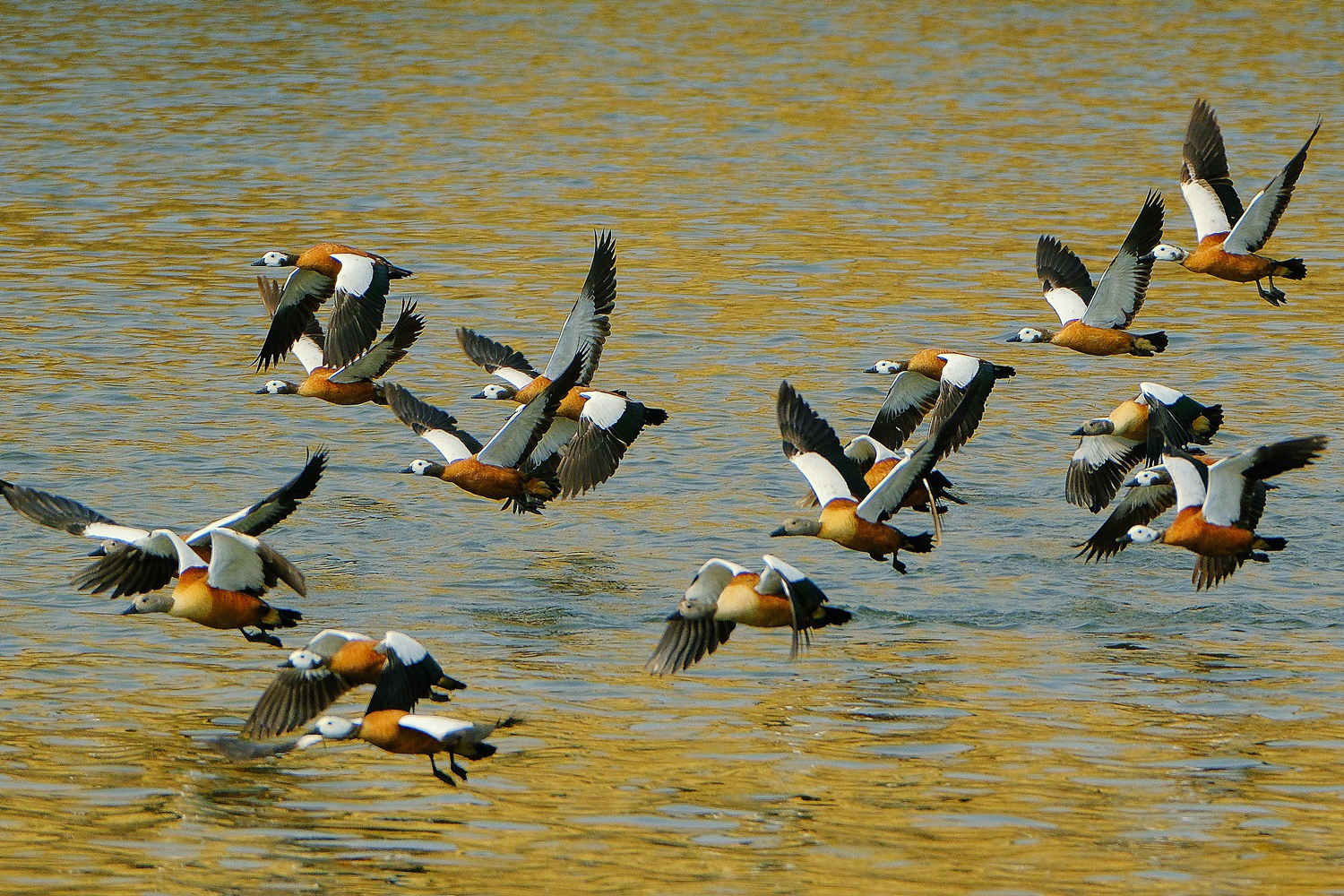
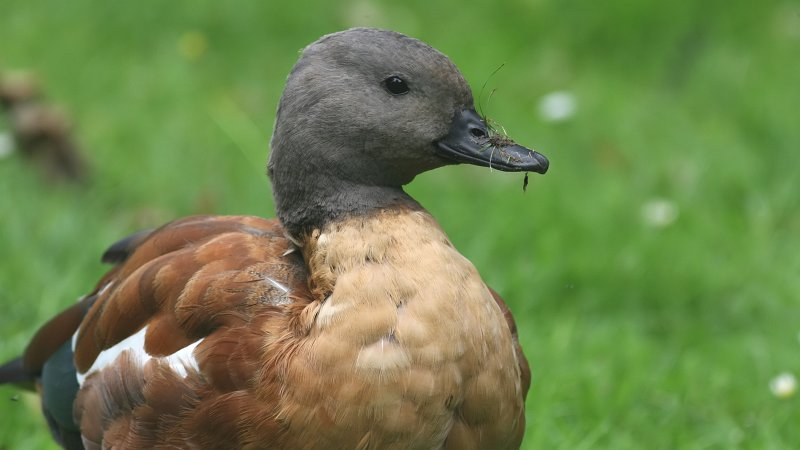
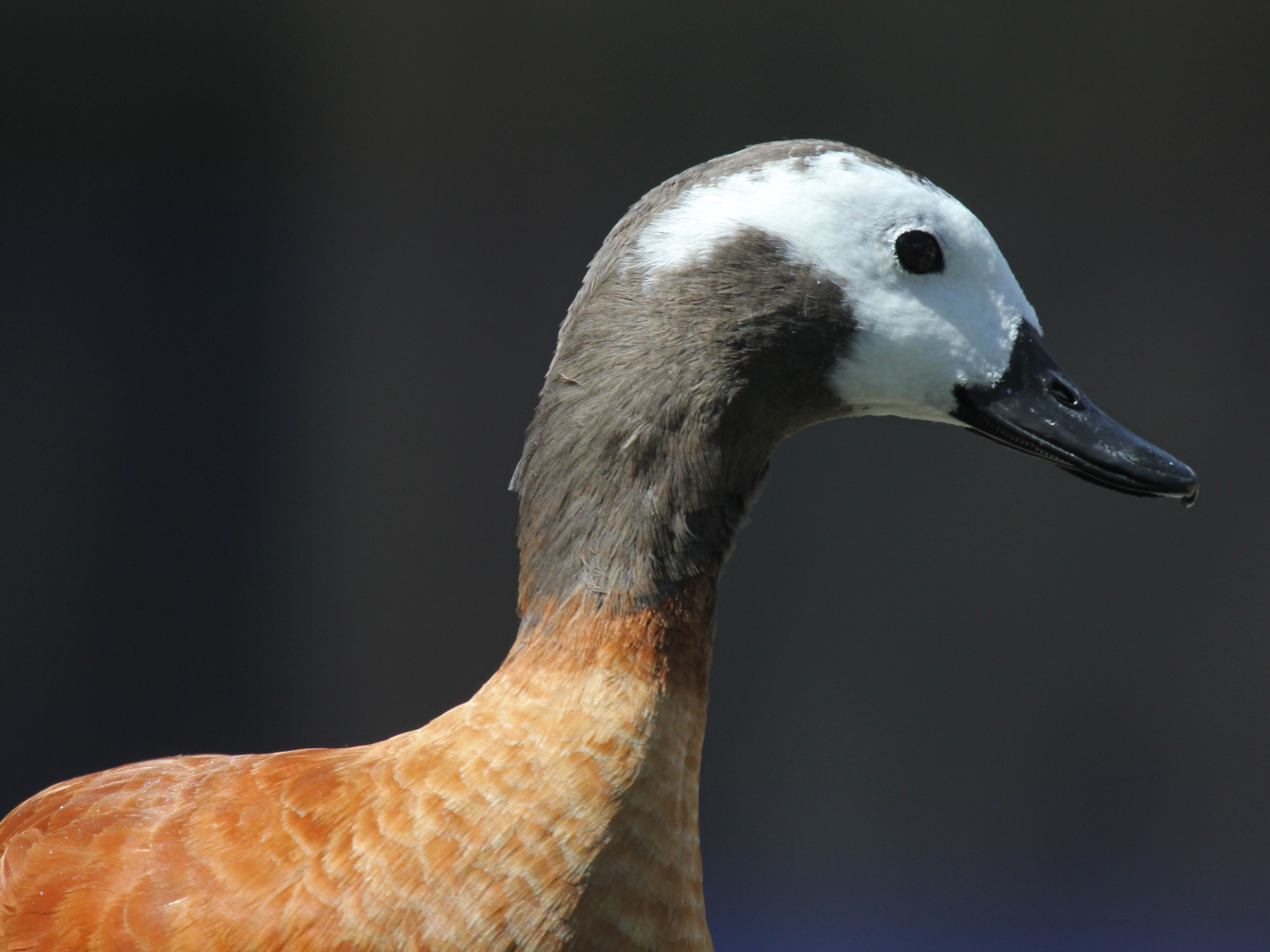
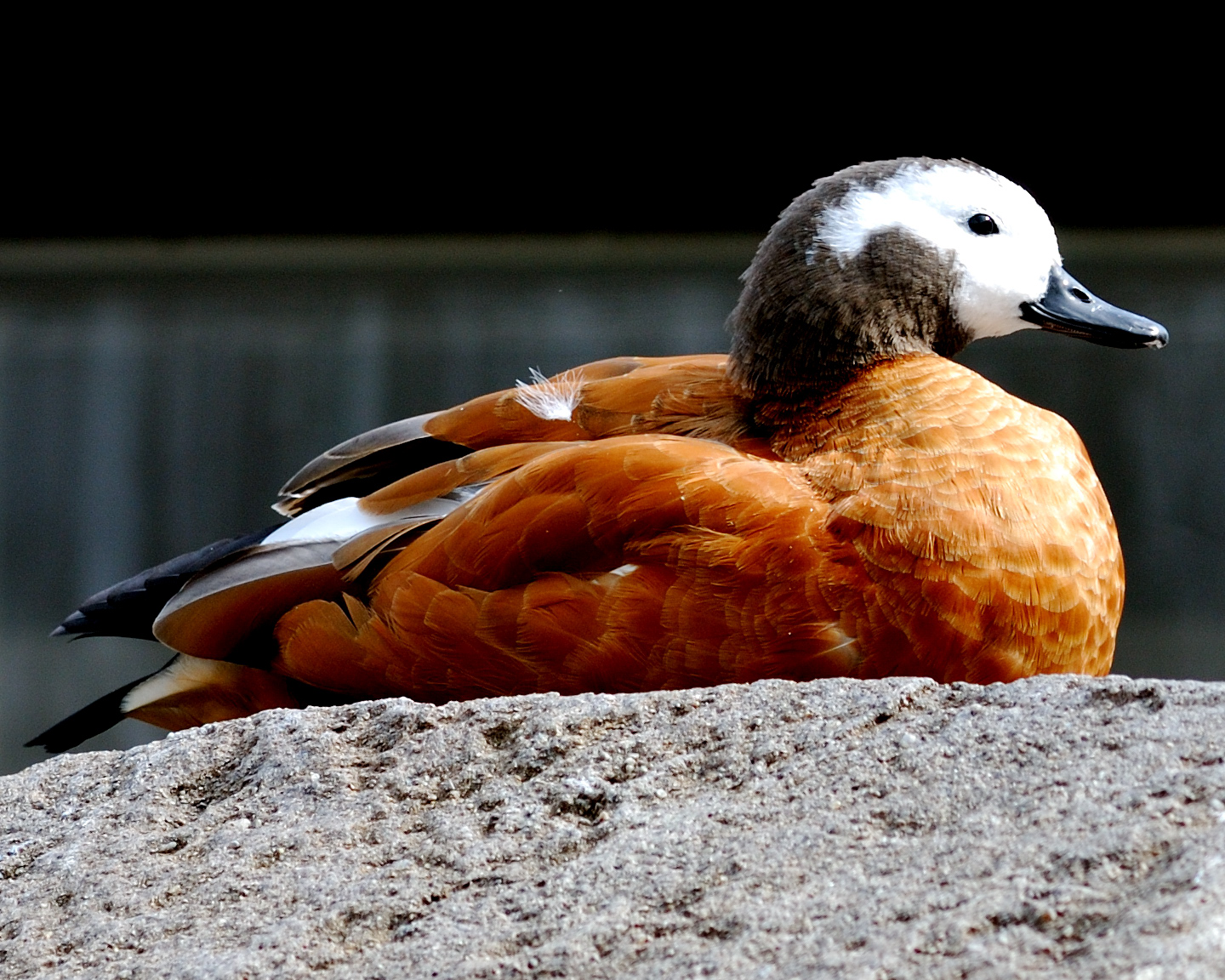
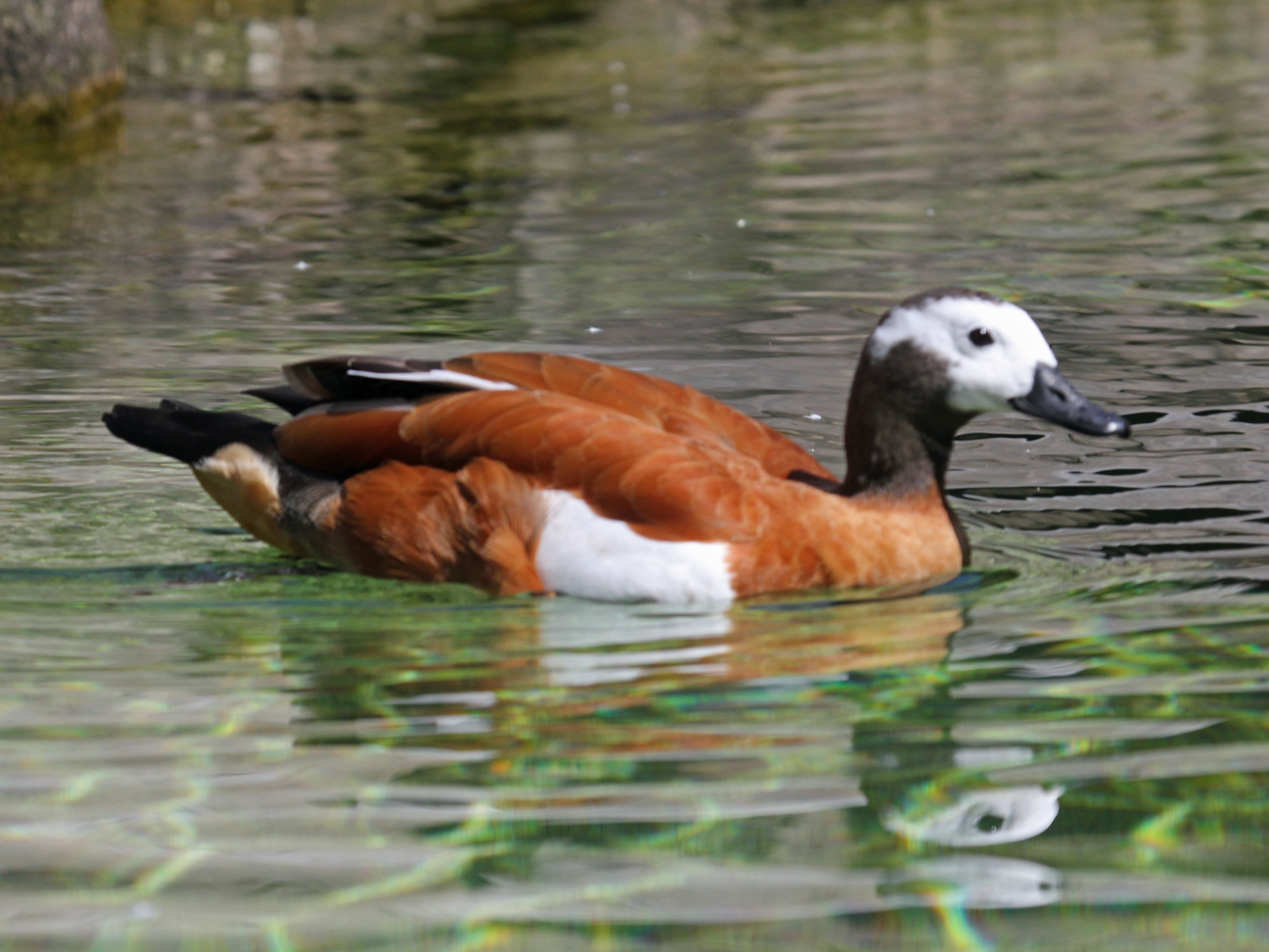
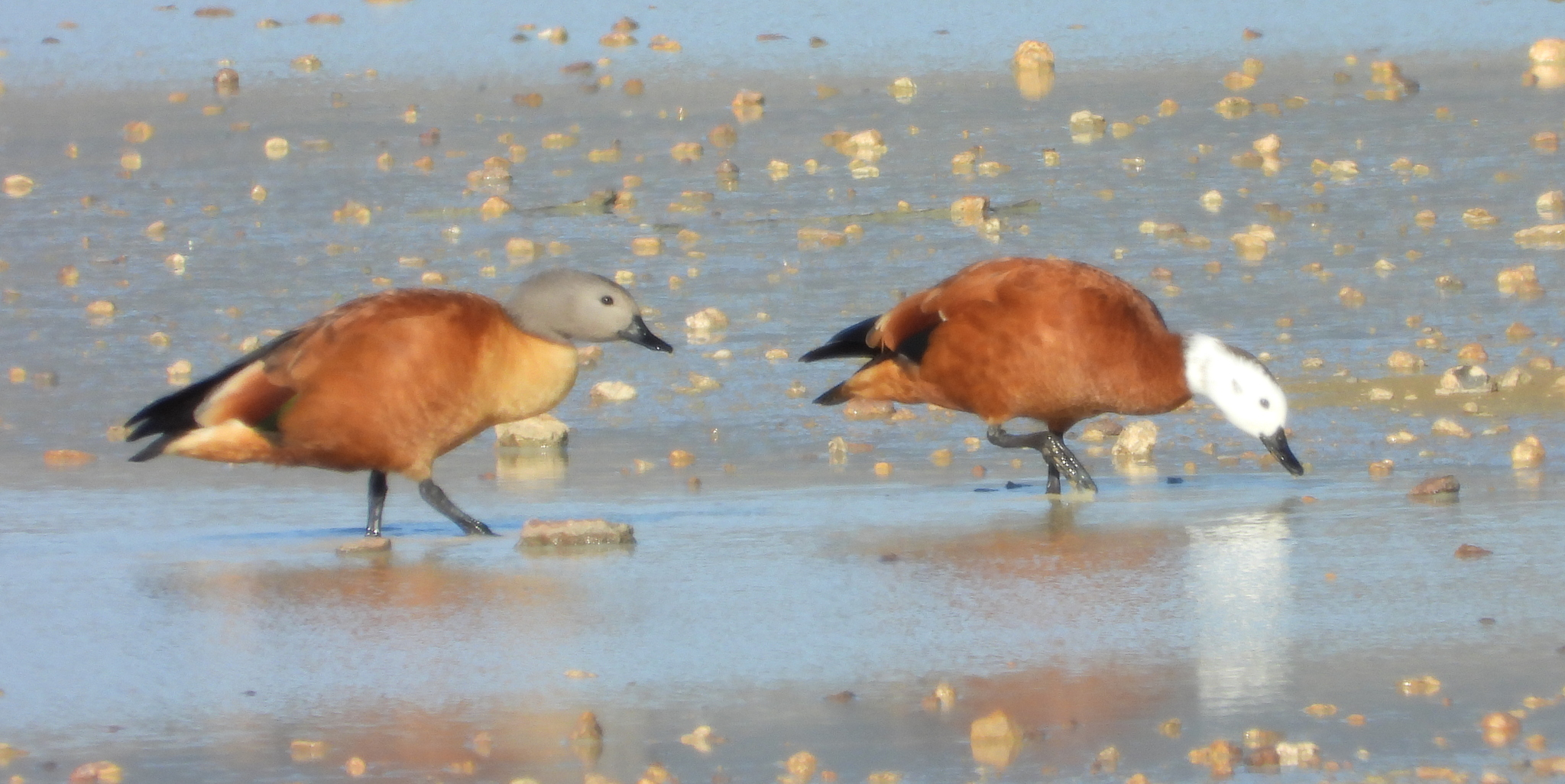